# Haaltert
Haaltert è un comune belga di 17 901 abitanti, situato nella provincia fiamminga delle Fiandre Orientali.